# Pola de Laviana
Pola de Laviana (La Pola Llaviana en asturiano y ambas denominaciones cooficiales) es la parroquia más poblada del concejo asturiano de Laviana, en el norte de España y una villa de dicha parroquia, situada en el Valle del Nalón.
La villa de Pola de Laviana es la capital del concejo y está situada a una altitud de 290 m. La extensión de la parroquia es de 9,8 km² y su población es de 8.633 habitantes de acuerdo al INE de 2021, de los cuales 8.389 habitan en la villa y el resto lo hacen entre las distintas poblaciones parroquiales.

## La villa

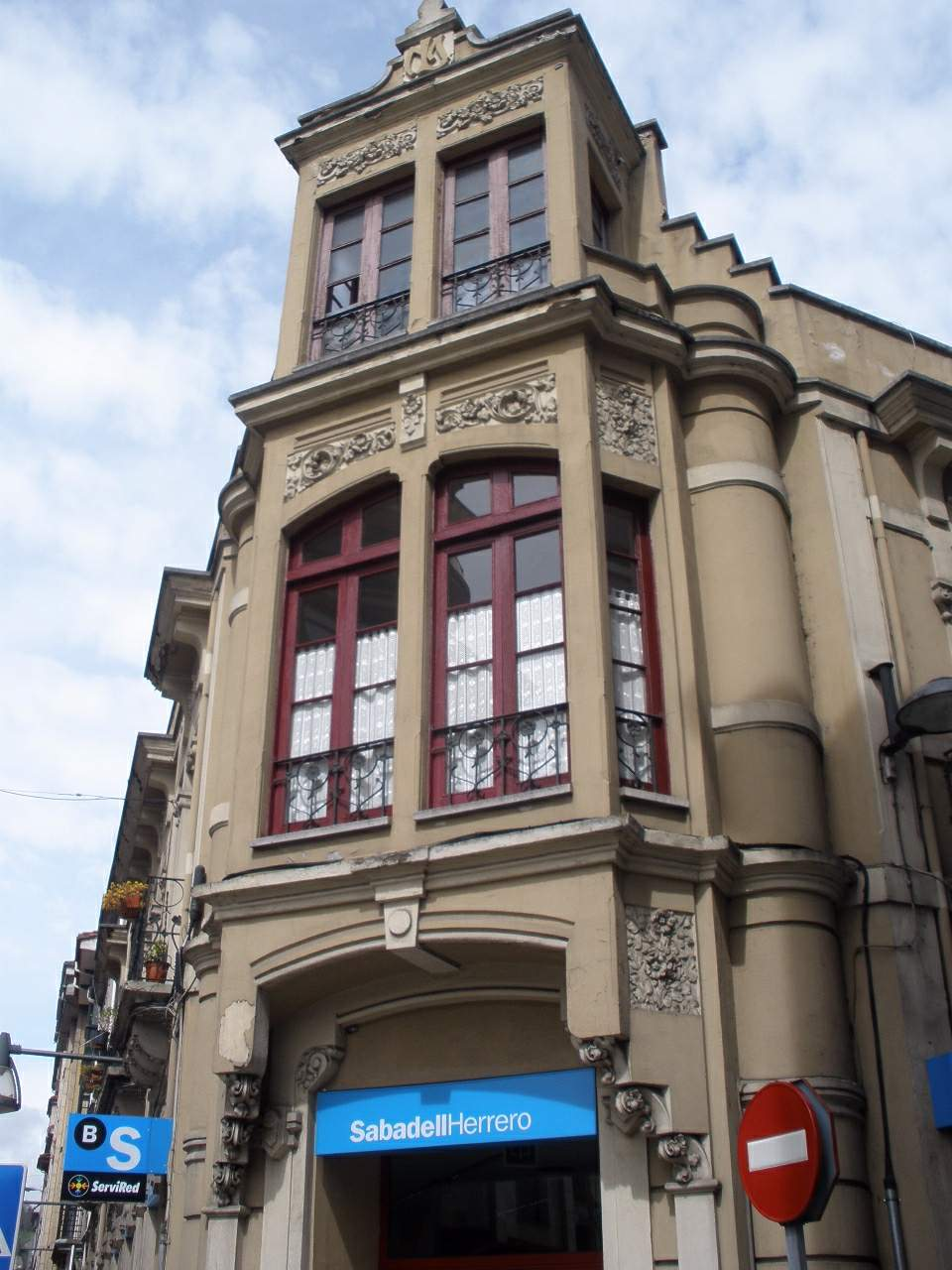
Banco Herrero, en el centro de Pola

Pola de Laviana es especialmente conocida por su oferta hostelera. Celebra anualmente las fiestas patronales de la Virgen del Otero, las fiestas del barrio de La Pontona, las fiestas con motivo del Descenso Folclórico del Nalón, declarado de Interés Turístico Regional, las fiestas de La Xarana y la fiesta de La Chalana.
Pola de Laviana, como capital del municipio de Laviana, cuenta con varios servicios administrativos (Ayuntamiento, partido judicial propio...), educativos, deportivos y culturales.

## Arte
- Iglesia Parroquial de Nuestra Señora de la Asunción. Iniciada en 1895, en estilo historicista neogótico e inaugurada en 1899.
- Iglesia de Nuestra Señora del Otero. A medio kilómetro del centro de la villa de La Pola. Es una obra posterior al siglo XV, de cruz latina y espadaña rematada en cruz, con un interesante retablo barroco. Esta iglesia esta dedicada a la patrona de La Pola.
- Capilla de San José. Reedificada en estilo historicista de tipo popular, con adornos de gusto montañés.

Otros edificios destacables son la Casa Consistorial, el antiguo Teatro Maxi, el Banco Herrero y las edificaciones tradicionales del casco antiguo.

## Poblaciones
Según el nomenclátor de 2009 la parroquia de Pola de Laviana comprende las siguientes poblaciones:
- Canto de Abajo (casería) (El Cantu Baxo): 4 habitantes.
- Canto de Arriba (casería) (El Cantu Riba): 9 habitantes;
- Carba de las Llanas (casería) (La Carba les Llanes): 5 habitantes;
- La Carba (casería): 13 habitantes;
- Casapapio (casería) (Casapapiu): 7 habitantes;
- Castañal (aldea) (La Castañal): 7 habitantes;
- El Castrillón (casería): 11 habitantes;
- La Chalana (lugar): deshabitado;
- Felguerón (casería) (El Felguerón): 3 habitantes;
- Horrón de Arriba (casería) (L'Horrón de Riba): 7 habitantes;
- Las Llanas (casería) (Les Llanes): 13 habitantes;
- Las Quintanas (Les Quintanes): "n" habitantes
- Las Borias (Les Bories): "n" habitantes
- Llancuervo (casería) (Llancuervu): deshabitada;
- Lloreo (casería): 15 habitantes;
- El Llosón (casería): 2 habitantes;
- El Merujal (El Meruxal): 20 habitantes
- El Tendeyón (Casería): 2 habitantes
- Omedines (casería) (L'Umines): deshabitada;
- Ortigosa (aldea) (La Ortigosa): 3 habitantes;
- Otero Sur (lugar) (L'Otero): 9 habitantes;
- Pando (casería) (El Pandu): 1 habitante;
- Pielgos (aldea): 10 habitantes;
- Piniella (aldea) (La Piniella): 47 habitantes;
- Pola de Laviana (villa) (La Pola Llaviana/Pola de Laviana): 14.887 habitantes;
- Las Portillas (aldea) (Les Portielles): 4 habitantes;
- Quinta Norte (casería) (La Quinta Norte): 9 habitantes;
- Quinta Sur (casería)(La Quinta): 2 habitantes;
- La Rasa (casería): 1 habitantes;
- La Rebollada (lugar) (La Robellá): 17 habitantes;
- Rebolloso (casería) (El Rebollusu): 2 habitantes;
- El Robledal (casería): 12 habitantes;
- Sertera (casería) (La Sartera): 4 habitantes;
- Solavelea (casería): deshabitada;
- Sospelaya (casería) (Sospelái): deshabitada;
- La Traviesa (casería): deshabitada;
- Valdelasabejas Abajo (casería) (Valdelesabeyes de Baxo): 6 habitantes;
- Valdelasabejas Arriba (casería) (Valdelesabeyes de Riba): deshabitada;
- Vallebregón (casería) (El Vallebregón): 1 habitante.
- Villoria: "n" habitantes

## Deporte
Laviana cuenta con un equipo de fútbol, el Real Titánico, fundado en 1912 y que actualmente milita en Tercera División Española. Sus partidos locales los disputa en el estadio "Las Tolvas".
También, el municipio cuenta con un club de baloncesto (Basket Laviana), de rugby (Cuenques Rugby Club), de atletismo e incluso de tiro con arco.